# Farebrother-Sullivan Trophy
Le Farebrother-Sullivan Trophy est une compétition de rugby à XV des îles Fidji ouverte aux sélections régionales issues des districts du rugby fidjien.

## Historique
Le trophée fut offert à la fédération fidjienne par JJ Sullivan et AS Farebrother, ce dernier ayant été le manager de la première équipe fidjienne à se rendre en tournée à l’étranger en 1924.
Entre 1941 et 1953, cette compétition se disputait sous forme de coupe entre les équipes des districts régionaux. 5 d’entre elles participèrent à la première édition de 1941. À partir de 1954, elle se déroule en un match sec : le tenant du titre accepte les défis (challenges) des autres équipes et le trophée est attribué au vainqueur. Ce format est celui utilisé en Nouvelle-Zélande dans le Ranfurly Shield. Les défis se déroulent en général à la fin de l’été et à l’automne. En cas de match nul, le détenteur du trophée le conserve. Dans la pratique, seules les équipes de la première division de la compétition régionale, la Colonial Cup s'affrontent, mais à trois reprises, une équipe du niveau inférieur, la B-Division, a défié le tenant du titre.
La fédération de Suva, la capitale, domina entre 1941 et 1957, ne perdant qu’une seule fois en 1951. Nadroga domina la compétition dans les années 1970, établissant le record de 28 défenses victorieuses consécutives, avant que Nadi ne vienne se mêler à la lutte dans les années 1980. À la fin des années 1990, Lautoka, puis Naitasiri, fédération créée en 1998, devinrent les quatrième et cinquième grands noms de la compétition.

## Résultats
NB : le détenteur du titre est indiqué en premier. Les challengers victorieux sont suivis d’un °.
2008
- Tailevu 17-14 Nadroga

2007
- Tailevu 25-13  Tavua
- Tailevu 13-8  Nadi
- Tailevu-Lautoka  17-10
- Tailevu 25-22 Suva
- Tailevu 10-6 Naitasiri
- Tailevu 21-12  Ovalau
- Nadroga 27-31 Tailevu°
- Nadroga 74-3 Vatukoula
- Nadroga 69-10 Namosi
- Nadroga 30-24  Northland
- Nadroga 41-8 Navosa

2006
- 11/11 Nadroga 27-24 Ovalau
- 04/11 Naitasiri 10-18 Nadroga°
- 28/10 Naitasiri 20-8 Suva
- 21/10 Naitasiri 28-25 Nadi
- 14/10 Naitasiri 22-6 Lautoka
- 07/10 Naitasiri 18-11 Navosa
- 09/09 Naitasiri 29-11 Tailevu

2005
- Suva 8-13 Naitasiri°
- 22/10 Suva 19-18 Nadi
- Nadroga 21-29 Suva°
- Nadroga 25-18 Lautoka
- Nadroga 95-8 Tavua

2004
- 27/11 Nadroga 13-5 Naitasiri
- 20/11 Nadroga 15-9 Suva
- 30/10 Nadroga 15-9 Lautoka
- 23/10 Nadi 13 Nadroga 49
- 09/10 Tailevu 18-34 Nadi°
- 21/08 Tailevu 33-12 Vatukoula
- 24/07 Tailevu 23-12 Namosi
- 26/06 Tailevu 25-20 Navosa

2003
- 11/10 Lautoka 14-19 Tailevu°
- 04/10 Lautoka 19--15 Nadroga
- 27/09 Lautoka 16-14 Suva
- 02/08 Lautoka 25-5 Nadi
- 26/07 Naitasiri 13-18 Lautoka°
- 19/07 Naitasiri 18-17 Navosa
- 12/07 Naitasiri 27-21 Namosi
- 28/06 Naitasiri 15-6 Ovalau

2002
- 14/09 Naitasiri 23-9 Suva
- 28/09 Naitasiri 12-6 Nadroga
- 14/09 Nadi 13-28 Naitasiri°
- 31/08 Nadi 11-9 Tailevu
- 24/08 Namosi 10-27 Nadi°
- 17/08 Ovalau 9-14 Namosi°
- 03/08 Ovalau 12-9 Rewa
- 15/06 Lautoka 13-17 Ovalau°

2001
- 24/11 Lautoka 15-0 Nadroga
- 17/11 Lautoka 17-6 Suva
- 10/11 Lautoka 10-10 Naitasiri
- 03/11 Nadi 12-15 Lautoka °
- 27/10 Nadi 17-16 Tailevu
- 20/10 Nadi 33-13 Ovalau

2000
- 11/11 Nadi 9-3 Suva
- 04/11 Nadi 11-11 Nadroga
- 28/10 Naitasiri 8-9 Nadi°
- 21/10 Naitasiri 31-10 Ovalau
- 30/09 Naitasiri 9-3 Lautoka
- 16/09 Naitasiri 15-13 Tailevu
- 05/08 Naitasiri 30-12 Namosi

1999
- 16/10 Naitasiri 18–10 Nadroga
- 25/09 Naitasiri 37–3 Vatukoula
- 11/09 Naitasiri 25–20 Lautoka
- 28/08 Nadi 5–10 Naitasiri°
- 14/08 Nadi 27–15 Suva
- 31/07 Nadi 15–10 Tailevu
- 17/07 Nadi 35–0 Ra
- 12/06 Nadi 17–13 Namosi

1998
- 24/10 Suva 31–34 Nadi°
- 10/10 Naitasiri 14–24 Suva°
- 12/09 Naitasiri 40–8 Ra (B Division)
- 22/08 Naitasiri 12–8 Tailevu
- 08/08 Naitasiri 51–13 Macuata
- 11/07 Nadroga 18–25 Naitasiri°
- 20/06 Nadroga 39–6 Lautoka

1997
- 18/10 Nadroga 37–15 Suva
- 11/10 Nadroga 34–19 Namosi
- 27/09 Nadroga 23–14 Nadi
- 06/09 Nadroga 23–15 Lautoka
- 23/08 Nadroga 23–14 Naitasiri North
- 09/08 Nadroga 22–13 Tavua
- 19/07 Nadroga 15–11 Tailevu

1996
- 26/10 Nadroga 27–10 Suva
- 05/10 Nadroga 48–10 Lautoka
- 21/09 Nadroga 57–24 Vatukoula
- 14/09 Nadroga 45–8 Macuata
- 07/09 Nadroga 19–10 Nadi
- 17/08 Nadroga 63–0 Rewa
- 13/07 Nadroga 29–6 Burebesaga

1995
- 07/10 Nadi 11-18 Nadroga°
- 30/09 Nadi 11–6 Suva
- 16/09 Nadi 22-3 Tavua (B Division)
- 09/09 Nadi 32–19 Rewa
- 26/08 Nadi 27–16 Lautoka
- 19/08 Nadi 31–5 Vatukoula
- 22/07 Nadi 10–6 Naitasiri North

1994
- 15/10 Nadi 18–8 Nadroga
- 08/10 Nadi 22–12 Suva
- 01/10 Nadi 32–16 Lautoka
- 24/09 Nadi 21–16 Rewa
- 10/09 Nadi 36–3 Burebasaga
- 03/09 Nadi 28–8 Vatukoula
- 06/09 Nadi 31–13 Naitasiri North
- 11/06 Nadi 38–18 Ba

1993
- 16/10 Nadi 14–5 Rewa
- 02/10 Suva 17–29 Nadi°
- 09/10 Suva 21–21 Nadroga
- 11/09 Suva 5–5 Vatukoula
- 14/08 Suva 20–3 Ba
- 07/08 Suva 28–16 Lautoka
- 24/07 Suva 38–11 Namosi
- 03/07 Suva 15–7 Naitasiri North

1992
- 10/10 Suva 46–3 Lautoka
- 03/10 Nadroga 8–25 Suva°
- 26/09 Nadroga – Rewa
- 12/09 Nadroga 67–3 Tailevu
- 22/08 Nadi 9–10 Nadroga°
- 08/08 Nadi 20–6 Naitasiri North
- 18/07 Nadi 18–9 Serua Namosi
- 27/06 Nadi 41–3 Ba

1991
- 07/09 Nadi 23–7 Tavua
- 03/08 Nadi 17–0 Naitasiri North
- 13/07 Nadi 6–3 Rewa
- 29/06 Suva 15–20 Nadi°
- 22/06 Suva 23–13 Nadroga
- 15/06 Suva 15–6 Lautoka
- 25/05 Suva 19–7 Namosi
- 27/04 Suva 35–3 Ba

1990
- 13/10 Suva 17–6 Rewa
- 29/09 Suva 33–6 Cakaudrove
- 15/09 Suva 23–10 Nadi
- 01/09 Suva 14–3 Naitasiri North
- 25/08 Suva 13–7 Nadroga
- 18/08 Suva 10–10 Lautoka
- 04/08 Suva 39–6 Ba
- 28/07 Suva 29–6 Namosi

1989
- 09/09 Suva 20–9 Rewa
- 02/09 Suva 67–4 Ra (B Division)
- 26/08 Suva 24–10 Nadi
- 19/08 Suva 36–3 Naitasiri North
- 05/08 Suva 37–4 Nadroga
- 24/06 Suva 71–3 Lautoka
- 03/06 Suva 18–6 Serua Namosi

1988
- 01/10 Suva 21–6 Nadroga
- 24/09 Suva 34–6 Ba/Tavua
- 10/09 Nadi 4–15 Suva°
- 27/08 Nadi 20–6 Rewa
- 13/08 Nadi 22–6 Lautoka
- 16/06 Nadi 9–7 Naitasiri North

1987
- 17/10 Nadi 23–13 Vatukoula
- 03/10 Nadi 19–13 Suva
- 26/00 Nadi 19–9 Nadroga
- 05/09 Nadi 28–9 Rewa
- 01/08 Nadi 24–12 Lautoka

1986
- 04/10 Nadi 7–3 Nadroga
- 13/09 Nadi 15–0 Burebasaga
- 23/08 Nadi 15–7 Suva
- 26/07 Nadi 10–8 Lautoka
- 07/06 Nadi 7–7 Rewa

1985
- 07/09 Nadi 14–13 Suva
- 28/08 Nadi 16–8 Nadroga
- 03/08 Nadi 12–0 Lautoka
- 22/06 Nadi 10–9 Rewa

1984
- 01/09 Nadi 15–10 Nadroga
- 11/08 Nadi 15–0 Suva

1983
- 01/10 Nadroga 9–12 Nadi°
- 06/08 Nadroga 13–12 Suva
- 23/07 Nadroga 23–4 Rewa
- 02/07 Nadroga 13–3 Lautoka

1982
- 04/09 Nadroga 15–8 Nadi
- 07/08 Nadroga 6–6 Suva
- 24/07 Nadroga 13–12 Rewa
- 19/06 Nadroga 17–6 Naitasiri North

1981
- 10/10 Nadi 4–7 Nadroga°
- 06/06 Nadi 20–6 Lautoka

1980
- 04/10 Nadi 22–7 Nadroga
- 20/09 Nadi 24–0 Suva
- 28/06 Nadi 17–12 Lautoka

1979
- 06/10 Lautoka 12–15 Nadi°
- 29/09 Nadroga 4–6 Lautoka°
- 22/09 Nadroga 22–3 Suva
- 11/08 Nadroga 28–10 Rewa

1978
- 07/10 Nadroga 18–9 Suva
- 23/09 Nadroga 12–6 Lautoka
- 02/09 Nadroga 14–4 Rewa
- 26/08 Nadroga 16–0 Nadi

1977
- 15/10 Nadroga 10–6 Nadi
- 01/10 Nadroga 14–6 Suva
- 24/09 Nadroga 25–25 Rewa
- 27/08 Nadroga 24–12 Lautoka

1976
- 09/10 Nadroga 18–9 Suva
- 02/10 Nadroga 9–3 Rewa
- 18/09 Nadroga 9–7 Nadi

1975
- 27/09 Nadroga 9–4 Rewa
- 15/09 Nadroga 15–0 Nadi
- 09/08 Nadroga 8–0 Suva
- 05/07 Nadroga 11–6 Lautoka

1974
- 28/09 Nadroga 6–3 Nadi
- 29/06 Nadroga 14–0 Suva
- 25/05 Nadroga 22–3 Rewa

1973
- 28/07 Nadroga 40–7 Suva
- 29/07 Nadroga 24–3 Labasa

1972
- Nadroga

1971
- 25/09 Nadroga 38–3 Rewa
- 21/08 Nadi 3–12 Nadroga°
- 24/07 Nadi 23–11 Suva
- 12/06 Nadi 34–14 Lautoka

1970
- Nadi

1969
- Nadi

1968
- Nadi bat Suva

1967
- 16/09 Suva 36–3 Tavua
- 02/09 Suva 20–3 Vatukoula

1966
- Suva 16–11 Rewa
- Suva 50–0 Wainibuka
- Suva 16–6 Nadi
- Lautoka 6–19 Suva°

1965
- Lautoka 6–19 Suva
- Lautoka 14–3 Rewa
- Lautoka 14–14 Vatukoula
- Nadroga 0–5 Lautoka°

1964
- 01/08 Nadroga 18–5 Suva
- 18/07 Lautoka 3–14 Nadroga°
- 06/06 Nadi 3–6 Lautoka°

1963
- Nadi bat Suva

1962
- Suva

1961
- Suva

1960
- Suva

1959
- Suva bat Nadi

1958
- Nadi 23–3 Suva
- Nadi bat Nadroga

1957
- Nadroga bat Suva

1956
- Suva

1955
- Suva

1954
- Suva

1953
- Suva

1952
- Suva bat Northern Districts

1951
- Northern Districts bat Suva

1950
- Suva

1949
- Suva

1948
- Suva

1947
- Suva

1946
- Suva

1945
- Suva

1944
- Suva

1943
- Suva

1942
- Suva

1941
- Suva

## Statistiques
Au 23 septembre 2008 :

### Nombre de titres
78 Nadi
74 Suva
68 Nadroga
18 Naitasiri
14 Lautoka
11 Tailevu
2 Ovalau
1 Northern Districts
1 Namosi